# レム睡眠行動障害
レム睡眠行動障害（レムすいみんこうどうしょうがい、REM sleep behavior disorder、RBD）とは、通常の行動や認知に問題はないが、レム睡眠の時期になるたびに体が動き出してしまう睡眠障害の1つ。睡眠時随伴症に分類される。突発性の睡眠障害で50～60代以上に多く見られる。

## 病態
レム睡眠時には脳は覚醒時に近い活動をしており、全身の骨格筋は緊張が低下している。つまりは脱力している状態であるため、通常であれば夢で見たことを行動に起こすことはないが、レム睡眠行動障害は何らかの原因で筋緊張の抑制が障害されるために夢で見たことをそのまま行動に移してしまう。
粗大な四肢や体幹の運動、寝言（叫ぶ、泣く、笑う）や攻撃的運動、立ち上がって動き回るなどの異常行動がみられる。20～30分が経過しレム睡眠が終わると再び通常の睡眠に戻る。

## 原因
基礎疾患として、脳幹部の脳腫瘍、パーキンソン病、オリーブ橋小脳萎縮症、レヴィー小体病などいくつかの原因が考えられている。しかしながら、約半数は基礎疾患を持たず、原因不明である。

## 診断
重要なのは寝言や睡眠時の異常行動が本人の見ていた夢と一致することである。自覚的には人や動物に追いかけられたといった悪夢が多く、その内容と異常行動は概ね一致する。異常行動中またはその直後に声をかけたり体を揺さぶると完全に目覚めさせることができる。睡眠時の異常行動としてよく知られるものに夢中遊行症（夢遊病）とdeliriumがあるが、これらは速やかに覚醒させることが困難で多くの場合行動中の記憶はない点で異なる。

## 治療
レム睡眠行動障害と診断された場合には薬物治療が行われる。
クロナゼパム、パロキセチンの投与でコントロールする。
クロナゼパムが第一選択とされてきたが、より安全で忍容性のあるメラトニンの使用を支持する証拠が増加しており、両者の証拠を確立するためにさらなる試験が必要である。
なお、レム睡眠行動障害では無意識に素早い暴力的動作を伴うこともあり、同室者に暴力を振るったり、室内のドアなどを壊す場合も少なくないため注意を要する。
また、上記の薬物治療と並行して、下記のような非薬物的な介入を行うことが有効である。
- 怪我を防ぐため寝室環境を整えることをサポートする。例えば、高さのあるベッドではなく布団を使ったり（布団から起き上がりづらい患者の場合は低いマットレスを使ったり）、周囲の家具を片付けたり、家具の角を毛布で覆ったりすることを支援する。
- 飲酒により症状が激しくなる場合があるため、必要であれば飲酒を控えられるよう（減らせるよう）サポートする。
- ストレス負荷が多い場合に、不快な夢を体験し激しい行動が見られるケースがあるため、患者の抱えるストレスや生活状況を丁寧に聞き取り、ストレスを緩和できるよう支援する。